# راؤول سانشيز (كاتب أغاني)
راؤول سانشيز (بالإنجليزية: Raúl Sánchez)‏ هو كاتب أغاني أسترالي، ولد في 21 مارس 1973.

## وصلات خارجية
- راؤول سانشيز على موقع ميوزك برينز (الإنجليزية)